# Luperina tardenota
Luperina tardenota är en fjärilsart som beskrevs av Joannis 1925. Luperina tardenota ingår i släktet Luperina och familjen nattflyn. Inga underarter finns listade i Catalogue of Life.